# توکیو اکسپرس (عملیات)
توکیو اکسپرس (انگلیسی: Tokyo Express)، نامی بود که متفقین بر روی عملیات شبانه نیروی دریایی امپراتوری ژاپن برای تحویل پرسنل، لوازم و تجهیزات به نیروهای ژاپنی در گینه نو و اطراف آن و جزایر سلیمان در طول جنگ اقیانوس آرام گذاشته بودند. این عملیات شامل بارگیری پرسنل یا لوازم داخل کشتی‌های جنگی سریع (عمدتاً ناوشکن)، زیردریایی‌ها و استفاده از سرعت کشتی‌های جنگی برای رساندن پرسنل یا تجهیزات به محل مورد نظر و بازگشت به پایگاه اصلی در هنگام یک شب بود بنابراین هواپیماهای متفقین نمی‌توانستند روزانه آنها را رهگیری کنند. ژاپنی‌ها به این عملیات شبانه حمل و نقل موش‌ها می‌گفتند.